# Andrea Libman
Andrea Eva Libman (Toronto, 19 luglio 1984) è un'attrice e doppiatrice canadese.

## Biografia
Andrea fece la sua più importante apparizione nel film Piccole donne, e un ruolo d'ospite sulla serie televisiva X-Files. I suoi principali ruoli da doppiatrice includono personaggi in Dragon Ball e Madeline, X-23 in X-Men: Evolution, la giovane Andraia in ReBoot, Emmy nella serie animata per bambini Draghi e draghetti  e Isabelle nel cartone animato in Finley the Fire Engine. Andrea sta attualmente doppiando Harmony Bear nella serie animata Care Bears: Adventures in Care-a-Lot, Cathy nel Club Buster Monster, e Pinkie Pie e Fluttershy in My Little Pony - L'amicizia è magica.
Ha doppiato ed è apparsa anche in film e spettacoli televisivi tra cui la serie Highlander, Susie Q, The Lotus Eaters, e Lyddie. Andrea Libman ha anche scritto diversi episodi di Corneil & Bernie.

## Filmografia

### Animazione
- Barbie e la magia di Pegaso - Lila
- Barbie - La magia della moda - Glimmer
- Barbie Mermaidia - Farfalla marina
- Barbie Fairytopia - La magia dell'arcobaleno - Shimmer
- Being Ian
- Care Bears: Adventures in Care-a-lot - Harmony Bear
- Dino Babies - LaBrea
- Draghi e draghetti - Emmy
- George della giungla
- Johnny Test
- Krypto the Superdog
- Leo il leone - Re della giungla - Tooey
- Liberty's Kids
- Cappuccetto rosso - Cappuccetto Rosso
- Madeline - Il film - Madeline
- Mary-Kate and Ashley in Action!
- Monster Buster Club - Cathy
- Mr. Bean: The Animated Series
- My Little Pony  (speciali) - Sweetie Belle
- My Little Pony: Equestria Girls - Pinkie Pie, Fluttershy
- My Little Pony - L'amicizia è magica - Pinkie Pie, Fluttershy, Pumpkin Cake
- Il mondo incantato dei Pocket Dragon
- Arcobaleno
- ReBoot - young AndrAIa
- Salty's Lighthouse - Sunshine and Claude
- Sonic Underground
- Strawberry Shortcake's Berry Bitty Adventures - Lemon Meringue
- Super Why! - Baby Dino
- A scuola di magie
- X-Men: Evolution - X-23
- Yakkity Yak
- The Lotso Kids - Kaylee Lotso

### Anime
- Card Captors
- Cybersix
- Darkstalkers
- Dragon Ball
- Elemental Gerad
- Gundam 00 - Mileina Vashti
- Kishin Corps: Alien Defender Geo-Armor
- Maison Ikkoku
- Mega Man: Upon a Star
- Mobile Suit Gundam
- Ranma ½

### Altro
- X-Play (game show) - Kanaren King

## Doppiatrici italiane
Da doppiatrice è stata sostituita da:
- Benedetta Ponticelli in My Little Pony - L'amicizia è magica, My Little Pony - Una nuova generazione (come Fluttershy)
- Veronica Puccio in Madeline - Il film
- Donatella Fanfani in My Little Pony - L'amicizia è magica (come Pinkie Pie)
- Martina Felli in Pac-man e le avventure mostruose
- Barbara Pitotti in Barbie e la magia di Pegaso
- Antonella Baldini in Barbie Mermaidia
- Eleonora Reti in Barbie Fairytopia - La magia dell'arcobaleno
- Chiara Francese in My Little Pony - Una nuova generazione (come Pinkie Pie)